# تمارا
تمارا (بالإسبانية: Tamara)‏ هي مغنية إسبانية، ولدت في 27 يونيو 1984 في إشبيلية في إسبانيا.

## وصلات خارجية
- تمارا على موقع ميوزك برينز (الإنجليزية)
- تمارا على موقع ديسكوغز (الإنجليزية)